# Kitty Kola
Kitty Kola var från början en brittisk läskedryck med colasmak som introducerades i Sverige 1953. Den tillverkades i ett flertal bryggerier vid sidan av det vanliga sortimentet bland annat Kopparbergs Bryggeri, Sofiero bryggeri, Fagerdals bryggeri och Fågelfors Bryggeri & Läskedrycksfabrik. Flaskorna tillverkades på Surte glasbruk. När Coca Cola introducerades 1 juli samma år konkurrerades Kitty Kola snabbt ut.